# Odiellus granulatus
Espèce
Synonymes
- Acantholophus granulatus Canestrini, 1872
- Opilio coronatus Roewer, 1911
- Odiellus toscanus Roewer, 1923

Odiellus granulatus est une espèce d'opilions eupnois de la famille des Phalangiidae.

## Répartition
Cette espèce se rencontre en Italie, en Suisse et en France.

## Description
Le mâle syntype mesure 5,0 mm et la femelle syntype 6,0 mm.
Les mâles mesurent de 4,0 à 5,3 mm et les femelles de 6,5 à 7,8 mm.

## Systématique et taxinomie
Cette espèce a été décrite sous le protonyme Acantholophus granulatus par Canestrini en 1872. Elle est placée dans le genre Odiellus par Chemini en 1986.
Opilio coronatus et Odiellus toscanus ont été placées en synonymie par Chemini en 1986.

## Publication originale
- Canestrini, 1872 : « Nuove specie di Opilionidi Italiani. » Bollettino della Società Entomologica Italiana, vol. 3, no 4, p. 381–385.